# Vladimir Iljič Lenjin
Vladimir Iljič Uljanov (Simbirsk, današnji Uljanovsk, 22. travnja 1870. – Gorki Lenjinskij kod Moskve, 21. siječnja 1924.), poznatiji kao Vladimir Iljič Lenjin, bio je sovjetski revolucionar, državnik, pravnik, filozof i publicist; predvodnik Oktobarske revolucije 1917. u Rusiji; osnivač prve Komunističke partije i Kominterne; utemeljitelj Ruske Sovjetske Federativne Socijalističke Republike i Sovjetskoga Saveza, te prvi predsjednik vlade Sovjetskoga Saveza od 1917. do smrti 1924. godine.
Rođen u obitelji više srednje klase u Simbirsku, Lenjin je prihvatio revolucionarnu socijalističku politiku nakon bratova pogubljenja, 1887. godine. Izbačen s Carskog sveučilišta u Kazanju zbog sudjelovanja u prosvjedima protiv carističke vlade Ruskog Carstva, sljedeće je godine posvetio studiju prava. Preselio se u Sankt Peterburg 1893. godine i postao marksistički aktivist. Godine 1897. uhićen je zbog pobune i prognan u Šušensku u Sibiru na tri godine, gdje se oženio Nadeždom Krupskajom. Nakon izgnanstva preselio se u zapadnu Europu, gdje je postao istaknuti teoretičar u marksističkoj Ruskoj socijaldemokratskoj radničkoj stranci (RSDLP). Godine 1903. preuzeo je ključnu ulogu u ideološkom rascjepu RSDLP-a, vodeći boljševičku frakciju protiv menjševika Julija Martova. Nakon ruske neuspjele revolucije 1905., zalagao se za transformaciju Prvog svjetskog rata u europsku proletersku revoluciju, za koju je, kao marksist, vjerovao da će uzrokovati svrgavanje kapitalizma i njegovu zamjenu socijalizmom. Nakon što je revolucija 1917. zbacila cara i uspostavila privremenu vladu, vratio se u Rusiju kako bi odigrao vodeću ulogu u Oktobarskoj revoluciji u kojoj su boljševici svrgnuli novi režim.
Lenjinova boljševička vlada isprva je dijelila vlast s lijevim eserima, izabranim sovjetima i višestranačkom Ustavotvornom skupštinom, iako je do 1918. imala centraliziranu vlast u novoj Komunističkoj partiji. Lenjinova administracija redistribuirala je zemlju među seljaštvom i nacionalizirala banke i veliku industriju. Povukla se iz Prvog svjetskog rata potpisivanjem ugovora o prepuštanju teritorija Središnjim silama, te promicala svjetsku revoluciju kroz Komunističku internacionalu. Protivnici su bili potisnuti u Crvenom teroru, nasilnoj kampanji kojom su upravljale službe državne sigurnosti; deseci tisuća su ubijeni ili internirani u koncentracijske logore. Njegova administracija porazila je desničarske i ljevičarske antiboljševičke vojske u Ruskom građanskom ratu od 1917. do 1922. i nadgledala je Poljsko-sovjetski rat 1919. – 1921. Odgovarajući na ratna razaranja, glad i narodne pobune, Lenjin je 1921. potaknuo gospodarski rast kroz Novu ekonomsku politiku. Nekoliko neruskih nacija osiguralo je neovisnost od Ruskog Carstva nakon 1917., ali tri su se ponovno ujedinile u novi Sovjetski Savez 1922. Lenjin je umro u Gorkiju zbog narušenog zdravlja, a Josif Staljin ga je naslijedio kao najistaknutija osoba u sovjetskoj vladi.
Općenito smatran jednom od najznačajnijih i najutjecajnijih ličnosti 20. stoljeća, Lenjin je posthumno bio subjekt sveprisutnog kulta ličnosti unutar Sovjetskog Saveza, sve do njegova raspada 1991. Postao je ideološka figura koja stoji iza marksizma-lenjinizma i imao je značajan utjecaj na međunarodni komunistički pokret. Kontroverzna povijesna ličnost koja izaziva velike razdore, Lenjina njegovi pristaše smatraju pobornikom socijalizma i radničke klase. U međuvremenu, kritičari ga optužuju za uspostavu totalitarne diktature koja je nadzirala masovna ubojstva i političku represiju.

## Djetinjstvo i mladost
Obiteljsko prezime Uljanov, publicistički i revolucionarni pseudonim Lenjin (u početku Volgin, Nikolaj Lenjin, kasnije V. I. Lenjin) po sibirskoj rijeci Leni. Lenjin potječe iz ugledne obitelji - otac Ilja Nikolajevič je bio upravitelj školskoga sustava u simbirskoj guberniji, nositelj Reda Stanislava prve klase i plemić (s dobivenim pravom nasljedovanja)četvrtog od četrnaest redova ruskog plemstva, a majka Marija Aleksandrovna Blank obrazovana žena, kći liječnika. Imao je dva brata i tri sestre, i svi su, osim jedne sestre, postali profesionalni revolucionari. Godine 1886. Lenjinov otac umire, a 1887. stariji brat Aleksandar, komu je budući sovjetski vođa bio dječački odan, biva obješen zbog sudjelovanja u neuspješnome pokušaju atentata na cara Aleksandra III. Obitelj Uljanov napušta mjesto prebivališta i seli u Kazan, gdje Lenjin iste godine upisuje studij prava na Kazanjskome sveučilištu. Nakon sudjelovanja u studentskim demonstracijama biva (premda je istraga pokazala da su njegova uloga i značenje u organizaciji i tijeku demonstracija nepostojeći) isključen sa sveučilišta (što su vlasti eksplicitno obrazložile činjenicom da se radi o bratu pogubljenog Uljanova) i protjeran u selo Kokuškino, gdje je proveo oko godinu dana.

## Školovanje
U ožujku 1889. obitelj Uljanovih preselila se u Samaru, gdje je Vladimir proveo oko četiri godine. U proljeće 1890. dobio je dozvolu za privatno polaganje prava na Sanktpeterburškome sveučilištu, a već u jesen 1891. diplomirao je kao najbolji student. U jesen 1893. nastanio se u Sankt Peterburgu, gdje je 1895. sudjelovao u ujedinjavanju sanktpeterburških marksista u jedinstvenu organizaciju - Savez borbe za oslobađanje radničke klase. Organizacija je bila razbijena potkraj 1895., a uhićeni Lenjin proveo je godinu dana u zatvoru, a potom bijaše osuđen na trogodišnje progonstvo u sibirsko selo Šušenskoje u Minusinskom okrugu. Tada je napisao poznatu studiju «Razvoj kapitalizma u Rusiji», u kojoj pokušava dokazati da kapitalizam ubrzano uništava seosku općinu i stvara seoski proletarijat koji može postati saveznik malobrojnog industrijskoga radništva u Rusiji.

## Emigracija i ruski radnički pokret
Pušten u siječnju 1900., Lenjin je emigrirao u Švicarsku. Tamo je izdavao tjednik «Iskra» zajedno s Georgijem Plehanovom i Julijem Martovom. Osnivače ruske socijademokracije, marksističke ortodokse Georgija Plehanova i Pavela Akselroda, Lenjin je sreo još 1895. u Ženevi: po dostupnim podatcima, iako se slagao s njima u glavnim teorijskim i strateškim pitanjima (tada je bila aktualna borba s revizionizmom Eduarda Bernsteina, njemačkoga socijaldemokrata i izvršitelja Engelsove oporuke, koji je savjetovao socijalistima orijentaciju na sindikalnu borbu i poboljšanje općih životnih uvjeta radničke klase kroz postepene društvene reforme, te stvaranje širokog saveza radničke klase s građanskom liberalnom demokracijom, svi su se vodeći predstavnici tadašnje socijademokracije, koja je Marxovu kritiku političke ekonomije, kao i općenito društveno-povijesnu filozofiju, smatrala teorijskim temeljem svog djelovanja (Karl Kautsky, Rosa Luxemburg, Georgij Plehanov, Antonio Labriola, August Bebel, Clara Zetkin,..) okomili na Bernsteinovu revizionističku tezu koja je postala izvorom buduće umjerene zapadnoeuropske socijaldemokracije što se odmakla od Marxove teorije), teško je, preko volje, prihvatio zacrtanu strategiju suradnje s liberalnim strankama. «Iskru» je uređivao zajedno s veteranima ruskoga socijaldemokratskog pokreta (Plehanov, Akselrod, Vjera Zasulič) i mlađim kolegama, od kojih je najznačajniji bio Julij Martov (Cederbaum), budući vođa menjševika i po mnogim svjedočanstvima, možda jedini prijatelj kojega je Lenjin ikada imao. Novine su krijumčarene u zemlju, no, njihov utjecaj nije bio velik: najveći društveni lom prije 1. svjetskoga rata, ruska revolucija 1905., zatekao je emigrantske ideologe nespremnima.

## Oblikovanje Lenjinovih teorijskih postavki
Među marksistima dugo su trajali sporovi o naravi lenjinizma. Po sovjetskoj je službenoj doktrini to bio marksizam par excellence, reformuliran u uvjetima imperijalističkoga stadija kapitalističkog razvoja. Lenjinovi su protivnici pak naglašavali rusku tradiciju – prema tim je stavovima Lenjin u ruhu marksizma oživio rusku voluntarističko-terorističku tradiciju epitomiziranu u Tkačevu. Uzmu li se Marxovi tekstovi, djela najistaknutijih marksističkih ortodoksa iz doba II. Internacionale te sporovi između Lenjina i ideoloških protivnika, razvidno je sljedeće: Lenjinova inačica marksizma dobrim je dijelom utemeljena u Marxovoj misli i (ako ne u cijelosti, posve sigurno u dijelovima) tvori jednu od legitimnih varijanti marksizma. Ona nije jedina ni jedino nužna; «kreativna» je u velikoj mjeri, i to ponajviše u točkama u kojima se revolucionarni aktivist Lenjinova kova nije mogao zadovoljiti općenitom i u detaljima nedovoljno preciziranom obradom praktičkih pitanja u djelu osnivača. Budući da Marxovi tekstovi ne daju odgovore na mnoga konkretna pitanja revolucionarne borbe, Lenjin je inovirao doktrinu uzimajući elemente iz ruske predmarksističke revolucionarne tradicije. No, nije time prihvatio nijednu glavnu ideju Herzena, Černjiševskog, Nječajeva, Mihajlovskog ili Bakunjina: domorodna ruska buntovnička tradicija upregnuta je u marksistički svjetonazor u kojem nije bilo idealizacije seljaštva, želje da se sačuva patrijarhalna seoska općina, izvedu društvene promjene preko akata individualnoga terora ili »preskoči« kapitalizam (za koji je sam Lenjin ionako tvrdio da je već uvukao Rusko Carstvo u svoj društveno-ekonomski sustav). Većina se povjesničara marksizma, poput Leszeka Kolakowskog, Johna Plamenatza i Roberta Tuckera, slaže u tvrdnji da je Lenjin u razdoblju od 1901. do 1903. oblikovao vlastitu inačicu marksizma, koja se u trima točkama razlikuje od glavne teorijske struje u doba II. Internacionale i koja se pokazala izuzetno uspješnom u borbi za vlast.
Prvi je značajniji otklon od standardne marksističke teorije onoga doba Lenjinova teorija partije. U knjizi »Što da se radi?« (rus. Čto delat', 1902.) Lenjin je napao doktrinu »ekonomizma«, rusku varijantu britanskoga sindikalizma koja je radnički pokret poistovjetila s pokretom radnika. Naravno, takva formulacija nije ostavljala prostora za avangardnu ulogu partije (komunističke - onda se još zvala socijaldemokratska), niti za svjesnu preobliku društva prema revolucionarnom obrascu Marxove i Engelsove teorije. Lenjin je dobro uočio da radnička klasa ne mari za grandiozne ideje socijalističkih vizionara, nego je orijentirana prije svega na poboljšanje životnih uvjeta. Ili, po frazeologiji onoga vremena: «radnička klasa može proizvoditi samo buržoasku svijest». Sam je Lenjin u više navrata tako ustrojenu avangardu partijskih aktivista usporedio s isusovcima («Mi smo mladoturci komunističke revolucije s nečim jezuitskim u sebi.»), najagilnijim redom katoličkoga prozelitizma. Povijesne okolnosti koje su dovele do tih formulacija sljedeće su: na II. kongresu Partije 1903. došlo je do raskola na radikalnu ljevicu ili boljševike, te na demokratskiji orijentiranu srednju struju ili menjševike. Glavna je točka prijepora bila upravo uloga Partije i njen ustroj. Dok su menjševici željeli masovniju, demokratsku, ideološki heterogeniju i šire zasnovanu socijaldemokratsku stranku, nalik već postojećima u zapadnoj Europi - Lenjin je zamislio socijalističku partiju kao organizaciju profesionalnih revolucionara: ideološki monolitnoga posjednika «ispravne» doktrine i teorijske svijesti. Po njemu, jer je vlasnik i nositelj autentične proleterske svijesti, partija je faktički neovisna o mijenama raspoloženje i idejnim previranjima u stvarnom proletarijatu. Tako zasnovana partija je, po Lenjinovom mišljenju, najbolji i adekvatni tumač autentičnih interesa proletarijata- što god empirijski proletarijat o tom mislio. Štoviše: lenjinistička partija ne samo da «ispravno» tumači prave interese proletarijata nego ih, tako reći, stvara i implantira u konfliktnu društvenu zbilju.
Druga točka sporenja bijaše uloga buržoazije i seljaštva. Nasuprot situaciji u zapadnoj Europi, a koju su idejno kopirali menjševici, Lenjin je bio protiv trajnijega saveza s liberalnom buržoazijom. Iako su se svi ruski socijaldemokrati slagali u pitanju potrebe saveza s buržoazijom kao saveznika u borbi protiv carističke autokracije, razlika je ležala u nijansama koje su se pokazale presudnima za budućnost- da nije bilo te ključne ideološke razlike, boljševici ne bi imali svjetonazorsku podlogu za komunističku revoluciju u listopadu 1917. kojim je, po njihovu motrištu, nakon faze «buržoaske revolucije» trebala uslijediti faza «proleterske revolucije». Lenjin je vrlo oštrovidno procijenio i revolucionarni potencijal seljaštva koje je u nerazvijenoj i zaostaloj zemlji poput Rusije kipjelo netrpeljivošću prema stoljetnim izrabljivačima- raznim veleposjednicima i tlačiteljskom aparatu što je ojačan nakon reformi Petra Velikog i Katarine u 17. i 18. stoljeću. Dok su u zapadnoj i srednjoj Europi marksistički ideolozi Europi seljake često tretirali s prijezirom kao potencijalne podupiratelje onemoćale aristokracije, a gradsku liberalnu buržoaziju kao prirodnoga saveznika, Lenjin je, nakon početnoga kolebanja, postavio tezu o savezu sa seljaštvom i samo privremenoj potpori liberalnih buržoaskih stranaka. Za razliku od menjševika koji su kanili ozbiljno surađivati s kadetima (konstitucionalnim demokratima), najvažnijom umjerenom buržoaskom strankom, boljševici su se pod Lenjinom usmjerili na suradnju se eserima (socijal-revolucionarima), nasljednicima narodnjačko-radikalnoga pokreta iz 1870-ih koji je imao snažno uporište među seljaštvom. No, i tu je Lenjinova predodžba o suradnji bila ograničena općim svjetonazorom: eseri su mogli biti saveznicima boljševika, ali u konačnici politiku su kreirali boljševici, a ne oni.
Treća prijepornica u kojoj se Lenjin razišao s glavnim protagonistima ortodoksije (Kautsky, Luxemburg,..) i s austromarksistima (Bauer, Renner) je bilo nacionalno pitanje. U početku, na II. kongresu ruskih socijaldemokrata, Lenjin se suprotstavio Bundu (stranci židovskoga proletarijata) koji je tražio stanovit oblik nacionalne i kulturne autonomije za Židove (Lenjin je, kao i svi marksisti, uključujući i one židovskoga podrijetla, smatrao da Židovi nisu nacija i da su njihovi zahtjevi neutemeljeni). Tada je glavna opasnost, iz njegova motrišta, bila mogućnost federalizacije partije i susljedno smanjenje njene učinkovitosti. No, Bund je samo načeo ključno pitanje višenacionalne Imperije: Lenjin se vrlo brzo uhvatio u koštac s gorućom temom nacionalne neovisnosti i samoopredjeljenja («Nacionalno pitanje u našem programu», Iskra, 1903.). Njegovo je rješenje bilo sljedeće: narodi imaju pravo na samoodređenje do odcjepljenja-no, konzumiranje toga prava podređeno je proleterskim i revolucionarnim interesima avangardi pojedinih naroda. Lenjinovu su poziciju, dosta ideološki potkrijepljeno, napadali klasični marksisti i ortodoksi (npr. Rosa Luxemburg, koja je bila protiv potencijalne ponovne uspostave poljske nezavisnosti jer je to, po njenom sudu, bio anakronizam što ga je pokopala međunarodna podjela rada- nacionalno je, u toj vizuri, postalo beznačajnim u odnosu na klasno). Lenjin je ipak realističnije gledao na zbilju i detektirao je golemu energiju koja se krila iza nacionalnoga ugnjetavanja, a za koju su kabinetski dogmati bili slijepi. Ipak, nerealno je držati ga zagovornikom potpunoga prava na nacionalno samoopredjeljenje. Ograničenja koja je nametnuo ideji nacionalne nezavisnosti, a koja su poglavito «proleterske» naravi tumačene na partijsko-avangardistički način, u stvarnosti su smjerala poništavanju nacionalne državnosti (što je, uostalom, pokazala kasnija boljševička vojna intervencija u Ukrajini i Gruziji).
Ideološki substrat lenjinizma ocrtan je riječima analitika marksističke ideologije Leszeka Kolakowskog: «..Zato Partija treba podržavati liberalnu opoziciju protiv carizma, premda je njen cilj u budućnosti uništenje liberalizma. Treba podržati seljačku revoluciju feudalnih ostataka kmetstva, premda je njen konačni cilj lišavanje seljaka privatnoga vlasništva nad zemljom....Treba također podržavati nacionalne pokrete i aspiracije na nezavisnost, ako doprinose slabljenju višenacionalnoga carstva, premda je njen cilj ukidanje nacionalnih država kao takvih. Ukratko, treba u vlastitu korist usmjeravati sve destruktivne energije protiv postojećega sustava, iako sve društvene grupe koje su nositelji tih energija moraju, po njenom poimanju, biti u budućnosti uništene kao posebne društvene snage. ..Partija treba biti univerzalna mašina za pretvaranje društvene energije koja teče iz mnogo izvora u jedan tok. Lenjinizam je bio teorija takve mašine koja se...trebala pokazati izuzetno uspješna i koja je uistinu promijenila svjetsku povijest.» (Glavni tijekovi marksizma, 2. dio)
Nakon raskola na II. kongresu boljševici na čelu s Lenjinom, iako su imali neznatnu većinu (otud im i popularno ime: boljše-više) pri završnici kongresa, nisu uspjeli ovladati Partijom. Naime, redakcija centralnoga organa, koju je ustanovio kongres, imala je veće ovlasti od Centralnog komiteta. Na Lenjinov zahtjev iz redakcije su maknuti «poraženi» Akselrod, Potresov i Zasuličeva, pa su preostali Lenjin, Martov i Plehanov. No, Plehanov odbacio boljševički koncept i tražio rekonstituiranje redakcije na proporcionalnomu načelu. Budući da nije mogao kontrolirati «Iskru», Lenjin je napustio redakciju, a sam je list nastavio izlaziti kao menjševičko glasilo. Svađe među ruskim socijaldemokratima, toliko važne za povijest, prolazile su u zemlji praktički nezabilježene. Tako se nastavilo do 1905., kada je poraz u rusko-japanskom ratu doveo do prve ruske revolucije- pojave koja je zatekla obje socijalističke frakcije.
Većina boljševika i menjševika nije imala važnu, a kamoli presudnu ulogu u samoj revoluciji koja je počela u siječnju velikim prosvjednim maršem na carsku Zimsku palaču što ga je predvodio pravoslavni pop Georgij Gapon. Cilj je bio predavanje peticije o demokratizaciji zemlje caru Nikolaju II. Carske su postrojbe otvorile vatru na nenaoružanu masu, te ubile i ranile stotine ljudi. Uslijedili su štrajkovi, opći prosvjedi i neredi koji su paralizirali zemlju i doveli do kaosa. Prisiljen na ustupke, car je, među inim, pomilovao političke emigrante. Lenjin se vratio u zemlju u studenome 1905. i pozvao na opći ustanak. Neovisno od toga, opći je štrajk počeo 20. prosinca, razvio se u pravu revoluciju- i bio slomljen do konca godine. Prva je revolucija završila porazom. No, revolucionarni je val, unatoč slomu, rezultirao radikalizacijom socijaldemokrata i buđenjem nade u rušenje omrznutoga režima; jedna od značajki prve revolucije bijaše i pojava radničkih vijeća («sovjeta») po kojima je kasnije, ironijom povijesti, prva komunistička država na svijetu dobila ime.
U poslijerevolucionarnome ozračju ruski su socijaldemokrati održali kongres ujedinjenja u Stockholmu, u travnju 1906. Na kongresu delegati su predstavljali oko 13.000 boljševika, oko 18.000 menjševika (boljševici su u međuvremenu postali numerička manjina); također, u partiju se vratio Bund koji je predstavljao oko 33.000 židovskih radnika, a ušle su i poljska socijaldemokratska stranka s 26.000 članova i litvanska s 14.000. Obje su glavne frakcije uspostavile formalno jedinstvo, no, raskol je bio predubok: ideološke su se svađe nastavile do 1912. kada su se boljševici i menjševici konačno razišli. To je vrijeme Lenjin proveo uglavnom pišući, vodeći polemike i radeći na konspirativno-vojnom ustroju partije. Živio je u Engleskoj, Njemačkoj, Švedskoj, Finskoj, Švicarskoj, Francuskoj - do početka 1. svjetskoga rata Lenjin je više puta mijenjao boravište: uoči rata bio je u Krakowu (tada u sastavu Austro-Ugarske) da bio bliže Rusiji i pridonosio boljševičkomu glasilu «Pravdi», što su ga osnovali pripadnici Lenjinove stranke u St. Petersburgu 1912. (list se tiskao i prodavao slobodno). Preko veza u austrijskome socijalističkom pokretu i zahvaljujući kombinatorikama austro-ugarske vlade, Lenjin je po izbijanju rata uspio emigrirati u Švicarsku.

## Lenjin kao filozof
Među duhovnim strujanjima na prijelazu 19. u 20. stoljeće, a koja su izazvala odjek u ruskoj- napose boljševičkoj- sredini, važan je bio empriokriticizam austrijskih filozofa i fizičara Richarda Avenariusa i, u nešto modificiranome obliku, Ernesta Macha. Dok je ovaj drugi važniji u povijesti znanosti kao teorijski utjecaj na Einsteina i neke druge fizičare, Avenarius je snažnije (i kratkotrajnije) obilježio rusku duhovnu kulturu na početku 20. stoljeću. Osnovni svjetonazor obojice filozofa bio je scijentizam, radikalni antimetafizički stav i odbojnost prema tada snažnom neokantizmu koji se sredotočio oko analize međuigre odnosa pojmova ljudskoga iskustva kao skupa psihičkih sadržaja i «stvarnoga» substrata empirijske zbilje. Taj je polaritet empiriokriticizam odbacivao kao pseudoproblem. No, zbog više činitelja među kojima su nezanemarivi bili protuslovlja i dvosmislenosti u formulacijama osnivača empiriokriticizma, u ruskoj je inačici empiriokriticizam poprimio neobične oblike. Njegovi su glavni protagonisti bili Aleksandar Bogdanov i Anatolij Lunačarski, obojica istaknuti boljševički funkcionari. Bogdanov (koji je bio jedan od nekolicine najvažnijih boljševika) je objavio između 1904. i 1906. vrlo opsežnu knjigu «Empiriomonizam», dok je Lunačarski 1908. sudjelovao u projektu «bogograditeljstva»- esencijalno radikalno humanističkoga pokreta s primjesama ničeanstva. U ruskoj emigraciji, osuđenoj na političku paralizu poslije poraza revolucije 1905., došlo je do raznih eklektičkih ideoloških strujanja i bujanja spisateljske djelatnosti koja je smjerala upotpuniti filozofsku stranu marksizma- zapravo, poznate tekstove Friedricha Engelsa- onda popularnim i trendovskim misaonim pokretima i idejama. Lenjin je žestoko reagirao na takve pokušaje, a rezultat bijaše njegova knjiga «Materijalizam i empiriokriticizam», 1909. On, koji nije imao pravih interesa ni vremena za filozofska pitanja, prihvatio se čitanja stručne literature i pisanja polemičke knjige poglavito zbog dva razloga: glavni je trend boljševičke ideologije bila rastuća idejna uniformnost koja nije dopuštala nikakvo koketiranje s religijom niti provokativnim, potencijalno skliskim spekulacijama; no, još je važnije bilo poimanje marksizma kao sveobuhvatnoga i samodostatnoga svjetonazora koji na društvenim, filozofskim, ekonomskim i političkim poljima ne treba nikakve dopune ni «usavršavanja». Lenjin je napao ruske empiriokritičare i njihove njemačko-austrijske prethodnike kao protagoniste opskurantizma i ideološke kolaboracioniste s buržoazijom; postavio je princip «partijnosti u filozofiji» (tj., tražio je svjetonazorsku monolitnost i tvrdio da su filozofska propitivanja znak idejno-političke nepouzdanosti i kompromiserstva); podijelio je cijelu zapadnu filozofiju na «materijalizam» i «idealizam»- materijaliste je proglasio društveno naprednima, a idealiste nazadnima. Uz to je išlo mnoštvo drugih simplifikacija, pokazatelja piščeve nezainteresiranosti za filozofsku problematiku kao takvu. «Materijalizam i empiriokriticizam» je, sudeći po eminentno stručnim kriterijima, bezvrijedno amatersko djelo. No, ono je u povijesti ne samo filozofije, nego duhovne kulture općenito, vrlo važan tekst. U sovjetskoj je državi ta knjiga imala kanonski status konačnoga filozofskoga izričaja u povijesti, s daleko zlokobnijim nasljednikom u legendarnom «Kratkom kursu SKP-B» (kolektivnom djelu nastalom pod Staljinovim nadzorom). Sam Lenjin nije mario za sudbinu svoga filozofskog obračuna: jer je empiriokriticizam nestao još prije početka 1. svjetskoga rata, Bogdanov napustio politiku, a Lunačarski se vratio u okrilje ortodoksije- za Lenjina je cijela zavrzlama, čim više nije imala političke reperkusije, prestala biti interesantnom. Doduše, tijekom 1914. – 1915., u razdoblju smanjenoga političkoga manevarskoga prostora, Lenjin se prihvatio čitanja Hegela i zapisivao marginalije uz njegovu «Logiku». Te su zabilješke kasnije objavljene pod naslovom «Filozofske sveske». U «Sveskama» se ne radi o razrađenoj filozofskoj doktrini, no u nizu intrigantnih aforističkih zapažanja i komentara Lenjin je revidirao velik dio svojih grubih i pojednostavljenih stavova iz prethodnoga razdoblja; to djelce svjedoči i o svojevrsnoj fascinaciji hegelovskom dijalektikom. No, iako je u Sovjetskom Savezu ta knjiga imala stanovitu ulogu u razdoblju poslije Lenjinove smrti, nije mogla poništiti razorni utjecaj «Materijalizma i empiriokriticizma» koji je dobio status summe filozofije.

## Prvi svjetski rat i zapečaćeni vlak
Izbijanje 1. svjetskoga rata dovelo je do kraha mnogih iluzija o anacionalnosti proletarijata, što bijaše jednom od stožernih Marxovih ideja i socijaldemokratskih dogmi. Zbilja je pokazala ne samo da radnici imalu domovinu, nego da je štoviše radništvo industrijaliziranih zemalja najučinkovitija bojna skupina u vojskama zaraćenih zemalja. No, Lenjin je odbio svrstati se u nacionalni tabor, kao što je učinila većina socijalista (npr. Plehanov). Vodio je politiku tzv. «revolucionarnoga defetizma» ili čekanja povoljne situacije da se ratni zanos istroši u ratnome zamoru, što bi po njemu moglo biti uzročnikom socijalnih revolucija. Prekinuo je veze s vođama Druge internacionale i pokušao okupiti socijaliste-internacionaliste na konferencijama u švicarskim gradovima Zimmerwaldu 1915. i Kienthalu 1916. Tijekom rata Lenjin je napisao i jedan od svojih najvažnijih tekstova, «Imperijalizam kao najviši stadij kapitalizma», 1917. U toj studiji, temeljenoj na velikom djelu njemačkoga ekonomista i političara Rudolfa Hilferdinga, Lenjin ističe ulogu monopolizacije i globalizacije financijskoga kapitala i postavlja strategiju revolucionarne borbe u za marksiste novonastalim okolnostima: umjesto standardnoga oslona na proletarijat razvijenih zemalja, ruski je marksist ukazao to da je komunistička revolucija vjerojatnija u dijelom proleterariziranima zemljama u kojima je eksploatacija izuzetno žestoka, te da se revolucija mora temeljiti na vezi proletarijata i seljaštva i iskoristiti eksplozivnu smjesu niza suprotnosti, od nacionalnih do socijalnih: sam je proletarijat, poglavito zapadnih industrijaliziranih zemalja, iako i dalje (bar u teoriji) glavna nada marksističkih pravovjernika, u Lenjinovoj vizuri bio nesposoban i za početak revolucije, i za njenu pobjedu.
Lenjin je velik dio vremena do ruske revolucije u veljači 1917. proveo u ideološkim nadmetanjima, a katkad i suradnji u pojedinim pitanjima sa strarim političkim poznanicima, menjševicima. U samoj su carskoj Rusiji niz poraza u ratu, veliki gubitci u ljudstvu, gospodarska kriza i osiromašenje, pad autoriteta vladajućih klasa i opći kolaps sustava doveli do masovnih štrajkova (9. ožujka preko 200.000 štrajkaša u Petrogradu) i stvaranja radničkih vijeća («sovjeta») u ožujku 1917. (ili u veljači po starom, julijanskom kalendaru). Car Nikolaj II. abdicirao je 15. ožujka i obrazovana je demokratska vlada kneza Georgija Ljvova pod glavnim utjecajem liberalne stranke, kadeta (konstitucionalni demokrati). U zemlji su vladali nestabilnost, politička radikalizacija i previranje jer su različite društvene, nacionalne i političke struje konačno došle do slobode izražaja.
Tijekom rujna 1917. god. vođa boljševika Vladimir Iljič Uljanov Lenjin - koji se s ovećom grupom drugih boljševika iz dugogodišnjeg političkog egzila u Švicarskoj vratio u Petrograd nakon Februarske revolucije posesbnim vlakom koji je putovao preko Švedske, a kojega im je na raspolaganje stavila Njemačka, vrlo vjerojatno kako bi pridonijela daljnjoj destabilizaciji Rusije-Lenjin je došao u Petrograd u travnju 1917. godine u specijalnom, zapečaćenom vlaku kojega su mu na raspolaganje stavile njemačke vlasti, zajedno s tridesetak svojih istomišljenika. Vlak je do Rusije doputovao preko u ratu neutralne Švedske. Njemačke vlasti su očito procijenile (nije razjašnjeno, jesu li s Lenjinom tako i dogovorile) da bi Lenjin u političkim previranjima u nestabilnoj Rusiji nakon Februarske revolucije mogao doprinijeti da Rusija izađe iz Prvog svjetskog rata i sklopi s Njemačkom separatni mir - i omogućio Njemačkoj da se koncentrira na ratovanje protiv Francuske i Velike Britanije. U grupi koja je bila s Lenjinom bili su njegovi važni suradnici Grigorij Zinovljev i Karl Radek. Kasnije će Austrijski romanopisac i biograf Stefan Zweig pisati: «Milijuni ubilačke tanadi ispaljeni su u svjetskom ratu...Ali nijedan metak nije bio dalekometniji i nije odlučnije djelovao na sudbinu novije povijesti nego taj vlak koji je nabijen najodlučnijim revolucionarima stoljeća, u tom času jurnuo od švicarske granice preko čitave Njemačke da bi stigao u Petrograd i ondje razbio poredak vremena». Iz Švedske do Finske, koja je tada bila pod ruskom vlašću, Lenin i njegovi suradnici su prešli u saonicama vučenima konjima, 15. travnja 1917.

## Komunistički puč, revolucija i građanski rat
Lenjin je 17. IV., dan nakon dolaska u zemlju, pred vodećim partijskim dužnosnicima pročitao referat poznat pod nazivom «Travanjske teze». Osnovne teme toga slavnoga političkoga programa sljedeće su: odbijanje potpore privremenoj vladi, traženje da Rusija izađe iz rata, projekt vlasti sovjeta i uništenja parlamentarizma, ukinuće vojske i policije, obnova Internacionale, promjena naziva Socijaldemokratske partije u komunističku, konfiskacija zemlje veleposjednika. Osim razvidno utopijskih dijelova, taj je program u glavnini pogodio želju većine naroda - poglavito u dvije točke: izlazak iz rata i podjela veleposjeda seljacima. Većina se menjševika (a i boljševika) protivila većini teza koje je intepretirala kao Lenjinov radikalizam, voluntarizam i avanturizam. No, u srpnju je Lenjin povukao poziv za sovjetskom vlašću: u sovjetima su menjševici i eseri imali premoć, pa bi vlast sovjeta bila, esencijalno, neboljševička. Kasnije su komunisti tvrdili da su u sovjetima imali «dubinsku većinu» - što je, orwellovskim jezikom, priznanje da su bili u manjini. U srpnju dolazi, pod krinkom demonstracija, do prvoga neuspjeloga boljševičkoga puča. Pod prijetnjom uhićenja, Lenjin bježi iz Petrograda i skriva se na selu, sklanja se u Finsku, vodi Partiju iz ilegale i piše jedan od svojih najpoznatijih tekstova: «Državu i revoluciju», utopijski anarhoidni spis u kojem ocrtava državu budućnosti kojom neposredno upravljaju mase i naoružani narod - u snažnoj suprotnosti sa svime što je napisao o toj temi i prije i poslije (sam je Lenjin ubrzo odbacio «Državu i revoluciju» kao osobno anarhosindikalističko zastranjenje). Vlada liberala Aleksandra Kerenskoga, nesposobna da donese odluku o izlasku iz rata i izložena pritiscima lijevih i desnih, carističkih radikala, tonula je u kaos zajedno s cijelom zemljom, čemu je doprinio i neuspio puč carističkoga generala Kornjilova. U listopadu 1917. Lenjin je procijenio da je dozrelo vrijeme za odlučujući udar: boljševici su imali većinu u sovjetima (poglavito u najvažnijem, Petrogradskom), njihov utjecaj u mornarici i vojsci je rastao tako da su imali efektivnu kontrolu nad značajnim dijelom oružane sile; nasuprot tomu, liberalna, menjševička i eserska opcija su slabjele u vrtlogu dezorijenacije i neodlučnosti. Pod Lenjinovim vodstvom boljševici 25. listopada po starom, julijanskom kalendaru (7. studenog po novom, gregorijanskom) izvode puč u Petrogradu i preuzimaju vlast uz minimalne žrtve. Nešto snažniji otpor nije spriječio da i Moskva dođe pod komunističku kontrolu 15. studenoga. Relativno lak način preuzimanja vlasti kao da je potvrdio Lenjinova predviđanja o tom kako se «vlast kotrlja ulicama, samo ju treba uzeti».
Drugi sveruski kongres sovjeta sazvan je 8. listopada 1917. Boljševici, koji su upravljali radom kongresa i određivali njegov tijek, ustanovili su Vijeće narodnih komesara kao vrhovno državno tijelo, a Lenjin je imanovan predsjednikom Vijeća - postavši tako poglavarom nove države u nastajanju. Prvi Lenjinovi potezi bili su prijedlozi o tromjesečnome primirju s Njemačkom i ukidanju privatnoga vlasništva nad zemljom. Oba su usvojena, i boljševici su počeli nacionalizaciju i pregovore s carskom Njemačkom. No, raspad ruske vojske, prodor Nijemaca, te okupljanje protukomunističkih snaga uvukli su ih u vrtlog građanskoga rata kojega su, nemalim dijelom, sami izazvali uzurpacijom vlasti. Lenjin je naumio sklopiti mir s Nijemcima pod svaku cijenu: trebao mu je manevarski prostor kako bi konsolidirao boljševičku vlast, dok su nacionalni i internacionalno-revolucionarni interesi morali biti, privremeno, stavljeni u drugi plan. Tomu se žestoko protivila većina u komunističkome vodstvu (Buharin, Trocki, Zinovjev,..), koji su u tome vidjeli kako izdaju ruskih nacionalnih, tako i međunarodnih proleterskih interesa. No, niz vojnih poraza je pokazao da je Lenjin bio u pravu: sovjetski je vođa na koncu uspio slomiti otpor većine u partiji i prisiliti ih na, za Ruse, ponižavajući mir u Brest-Litovsku 3. ožujka 1918., po kojem je Njemačkoj ustupljena kontrola nad Finskom, Poljskom, Ukrajinom, i baltičkim zemljama-Latvijom, Litvom i Estonijom. Njemačka je vojna sila stala, a Lenjin se usredotočio na učvršćenje boljševičke vlasti u Rusiji. Sam je Brest-Litovski sporazum postao bezvrijedan nakon poraza carske Njemačke u 1. svjetskom ratu, u studenome 1918.
U samoj se zemlji sukob zahuktavao. Lenjin je već u studenome 1917. sazvao izbore za Zakonodavnu skupštinu na kojima su boljševici dobili tek 25% glasova. To su bili u dotadašnjoj ruskoj povijesti jedini neposredni, opći i regularni izbori, i to u trenutku kada su boljševici bili na vrhuncu popularnosti koja još nije bila totalitaristički kontrolirana. Budući da ta slika zbilje, a pogotovo posljedice koje bi morale slijediti da se poštovala demokratska praksa, nisu odgovarali komunistima, naoružani su mornari u boljševičkoj službi rastjerali skupštinu i tako okončali rusku parlamentarnu demokraciju. To je savršeno odgovaralo Lenjinovim idejama, formuliranima bar deseteljeće ranije, o tome kako partija bolje od naroda zna što su «pravi» narodni interesi-neovisno o tome kakav je stav naroda, i sviđalo mu se to ili ne. No, to ne znači da su boljševici imali politički artikuliranu većinu protiv sebe. Političke analize pokazuju da su, vjerojatno, tijekom 1917. i u sljedećim godinama, imali potporu aktivne i politički agresivne, relativno brojne manjine, te su tu podršku maksimalno iskoristili u slamanju otpora atomiziranih protivnika na cijelom spektru, od carističkih generala do ljevičarskih anarhista i umjerenijih socijalista. Također, Lenjinove predodžbe o naravi vlasti mijenjale su se tečajem rata i revolucije: od početne zamisli o savezu seljaštva i radništva, preko prebacivanja težišta na radništvo, obilježenoga aluzijama na podređivanje seljaštva industrijskomu radništvu («diktatura proletarijata»), do fokusa na Partiju kao jedinu pouzdanu političku silu neovisnu i od radnika i od seljaka. I na planu strategije internacionalne revolucionarne borbe praksa je donijela otrježnjenje: prvotno su glavne nade polagane u izbijanje komunističkih revolucija u zapadnoj Europi (poglavito Njemačkoj), no, slom je nekoliko pokušaja komunističkih pučeva (Mađarska, Njemačka), te poraz u invaziji na Poljsku, prisilio boljševike da se usredotoče na situaciju u vlastitoj zemlji. Narav je vlasti bila jasna: u prosincu 1917. Lenjin je potpisao dekret o ustanovljenu Čeke («Črezvičajnaja komissija»-Izvanredno povjerenstvo), političke policije izuzetno širokih ovlasti koja je postala glavnim instrumentom terora nad stvarnim i zamišljenim protivnicima. U deportacijama u konclogore, strijeljanjima talaca i odmazdama, rekvizicijama i sl. stradali su pripadnici svih slojeva ruskoga društva: aristokrati, inteligencija, radništvo, seljaštvo. Po različitim procjenama Čeka je pogubila od 100.000- 250.000 ljudi.
Građanski se rat razmahao od 1918., i u tome su se kaotičnome sukobu izdvojile dvije snage: «Crveni» ili boljševici i «Bijeli», heterogenoga sastava u kojem su dominirali caristički ruski nacionalisti, no sudjelovali su i socijalistički antiboljševički revolucionari. «Crveni» su bili organizirani u «Crvenu armiju», ideologiziranu komunističku vojsku ustrojenu u siječnju 1918. godine. Razjedinjenost i relativno slaba podrška intervencionista iz redova sila pobjedničke Antante dovele su do poraza «Bijelih» do 1920. Tijekom toga razdoblja, kao i neposredno poslije, došlo je do golemih razaranja i žrtava: masovna smrt od gladi, stradanje u bitkama i represalijama, teror i protuteror odnijeli su oko 9 milijuna života. Među poznatijim posebnim događajima ističu se pogubljenje cijele ruske carske obitelji u srpnju 1918. (motiv bijaše želja boljševika da obezglave «bijele» protivnike- smaknuće dinastije učinilo je borbu za ponovu uspostavu dinastije besmislenom) i atentat na Lenjina 30. kolovoza 1918. Lenjina je nastrijelila Dora Kaplan, pripadnica stranke Socijalista-revolucionara. Atentatorica je smaknuta praktički odmah sljedeći dan unutar zidina Kremlja; Lenjin, pogođen s dva metka u glavu, oporavio se nakon operacije, no, smatra se da je to ranjavanje ubrzalo njegovo tjelesno propadanje i doprinijelo pojavi paralize.         
Nekoliko pojava je snažno obilježilo slom građanskoga društva i uspostavu sve snažnijega totalitarnoga komunističkoga sustava: ironijom sudbine, Lenjin, koji je na vlast došao obećavajući mir, izlazak iz rata i prestanak krvarenja, bio je uzrokom (ili- najvažnijim između više uzroka) daleko većega prolijevanja krvi i nerazmjerno snažnijih patnji- broj smrti u razdoblju njegove vlasti višestruko je premašio gubitke carske Rusije u 1. svjetskom ratu; boljševici su uveli tzv. «ratni komunizam», ili nasilni ideologizirani ekonomski sustav koji se svodio na terorističku rekviziciju žita i hrane, organizaciju socijalističke privrede kao potpuno centraliziranoga sustava bez tržišta i razmjene dobara- taj je «pokus» doveo do golemih gladi (od 3 do 5 milijuna mrtvih) i nasilja u eksploataciji seljaštva, te kolapsa društva koji bi vjerojatno otpuhao i boljševike s vlasti da Lenjin nije uspio u proljeću 1921. napraviti zaokret i uvesti tzv. «NEP» ili Novu ekonomsku politiku, koja je dopustila ograničenu razmjenu dobara i dovela do kakvog-takvog oporavka zemlje: predstavljala je i priznanje poraza «socijalističke privrede» što je u svom radikalnom obliku otjerala u smrt milijune ljudi; iz zemlje je pobjeglo i protjerano oko 2 milijuna ljudi, od autentičnih protivnika boljševičkoga režima do imaginarnih sumnjivaca; komunisti su okupirali neruske zemlje u kojima su na vlasti bile neboljševičke stranke i snage (Gruziju, Ukrajinu, ..) opravdavajući to potrebama «proleterske revolucije»- iako se njihova vlast u pogledu nacionalnoga pitanja nije, početkom 1920-ih, mogla reducirati na puki produžetak carskoga ugnjetavanja, nije sporno da je totalitarni karakter boljševičke vlasti derogirao pravo nacija na samoodređenje- u državi u kojoj nije bilo sloboda za pojedince ili političke stranke, iluzorno je bilo govoriti o istinskim nacionalnim slobodama; glavna značajka nove države bila je ideološka totalitarna vlast komunističke partije (boljševika) koja se predstavljala kao «diktatura proletarijata»- no, eksplozija što je razorila stari poredak stvorila je u mnogim pojedincima, napose u krugovima umjetničke avangarde, skoro milenaristički zanos koji se nerijetko iskazivao u fantazijama o izgradnji potuno novoga društva i agresivnoj promidžbi svih oblika kulture koji su imali neodređeno «avangardnu» i «revolucionarnu» auru.

## Sovjetska država i Kominterna
Nova je država bila novum na političkom zemljovidu: ideološka diktatura temeljena na Lenjinovoj interpretaciji Marxovih postavki o društvenom ustroju. Budući da su, u prošlosti, svi pokušaji programatske uspostave bitno drugačijega socijalnoga poretka od već postojećih, ili propali, ili su bili zemljopisno vrlo ograničeni ili kratkoživući- sovjetska država, kao pobjednička utopija, nije imala pravoga prethodnika u povijesti. Unatoč pozivanju na baštinu prijašnjih revolucionarnih pokreta, od antičkoga Spartakova do Francuske revolucije i Pariške komune, sličnost je bila prividna: prvi puta u zabilježenoj povijesti čovječanstva lijevi radikali su pobijedili i održali vlast.
Lenjin i boljševici su poduzeli niz mjera za učvršćenje vlasti, dio kojih je bio pragmatičke naravi, a nemali broj je potjecao iz ideološkoga okvira komunističkoga svjetonazora. U Rusiji, boljševička je partija preimenovana u komunističku, pod imenom «Ruska komunistička partija (Boljševika)», što je nedugo potom razultiralo oštrom terminološkom diferencijacijom između lenjinističkih «komunista» i ostalih lijevih stranaka marksističke orijentacije. Godine 1919. osnovana je Kominterna, što je skraćenica za Komunističku Internacionalu koja je trebala zamijeniti, u očima komunista, diskreditiranu II. Internacionalu. Po viđenju boljševika, komunistička se revolucija trebala proširiti i pobijediti u industrijaliziranim zemljama zapadne Europe, a Kominterna je bila ustrojena kao središnji stožer revolucije.
No, komunisti su prvo pretrpjeli poraz u poljsko-sovjetskom ratu 1919. kada je Crvena armija izvršila agresiju na uskrslu poljsku državu- Lenjin je naivno vjerovao da će poljski radnici dočekati svoje stare tlačitelje, Ruse, kao «osloboditelje» u klasnom pogledu i da će «nacionalno» podrediti «klasnomu». Također, pokušaji komunističkih pučeva i ustanaka drugdje u Europi (Njemačka, Mađarska, razne pobune u zemljama srednje Europe) ugušeni su vrlo brzo. Iako je takav razvoj situacije invalidirao njegovu temeljnu viziju o svjetskoj ili, bar, eurazijskoj revoluciji kojoj će ruski veleprevrat poslužiti kao početni upaljač, Lenjin se prilagodio zbilji i usredotočio na učvršćenje vlasti i izgradnju snažne i funkcionalne jednopartijske ideološke države, zadržavši Kominternu kao stožernoga koordinatora i upravljača politike komunističkih stranaka drugdje u svijetu.

## Bolest, posljednje godine i smrt
Atentat je bio prijelom u Lenjinovu osobnome i političkom životu-od njega se, u punom smislu riječi, nije nikada oporavio. Metak nije, zbog osjetljiva položaja, odmah uklonjen u operaciji, što je, mišljenje je mnogih, bilo uzrokom čestih budućih nesnosnih glavobolja. Lenjina je u svibnju 1922. djelomice paralizirao prvi moždani udar, a u prosincu iste godine ga je drugi udar prislio da se povuče iz aktivne politike. U ožujku 1923. treći ga je inzult učinio nepokretnim invalidom vrlo ograničenih govornih mogućnosti. 
Od druge Lenjinove moždane kapi intenzivirala se, iza kulisa, borba za vlast protagonisti koje bijahu Josif Staljin, Lav Trocki, Grigorij Zinovjev, Lav Kamenjev i Nikolaj Buharin, te ostali prominentni boljševici koji su se svrstavali oko spomenutih. U nezanemarivoj mjeri izoliran Staljinovim manipulacijama u posljednjih godinu i pol dana svoga života, Lenjin je ipak ostao neprijeporni autoritet u sovjetskome vodstvu i uključio se, na jedini mogući način, u borbu za budućnost države koju je stvorio. Tijekom prosinca 1922. i siječnja 1923. zapisao je niz bilježaka namijenjenih za nadolazeći partijski kongres. U njima kritizira prije svega Staljina, koji je u svojim rukama koncentrirao prekomjernu vlast i proglašava ga za brutalnu osobu koja je, zajedno s rusificiranima inorodcima Dzieržinskim i Ordžonikidzeom, prihvatila praksu velikoruskoga nacionalizma. Ni Trocki, kao melodramatski lik, «pretjerano samouvjeren», ni Buharin, koji «nije marksist», te Zinovjev i Kamenjev, čija «izdaja» u Oktobru «nije bila slučajna»-nisu puno bolje prošli. Lenjin se dalje obara na birokratizaciju države i širenje ruskoga šovinizma krozsovjetske državne institucije. Osnivač sovjetske države u tom dokumentu nije ponudio nikakav realni izlaz, nego je samo sugerirao da se Staljina smijeni s položaja glavnoga tajnika (gen-sek), ne ukazavši ni na koga tko bi ga mogao zamijeniti, dok načelima ustroja jednopartijske diktature nije uputio ni jedan prigovor. Taj tzv. «Lenjinov testament» dijagnoza je nekih od nužnih posljedica ideološke diktature, dok sam korijen tih pojava, totalitarnu državu, ni ne zamjećuje kao glavni uzrok. Lenjinova je udova, Nadežda Krupska, donijela taj tekst na 13. partijski kongres u svibnju 1924., no, komunistički su vođe, od kojih je svaki negativno apostrofiran u njemu, odlučili da ne bude objelodanjen zbog delikatnosti stvari i sumnje u Lenjinovo mentalno zdravlje u doba dok ga je sastavljao. Lenjinova je oporuka objavljena tek u doba tzv. destaljinizacije za vrijeme Hruščova.
Lenjin je umro 21. siječnja 1924. Unatoč njegovoj želji da bude sahranjen pokraj roditelja, komunističko je vodstvo, iskoristivši iskreni šok i izljeve emocija u zemlji, Lenjinovo tijelo balzamiralo i trajno izložilo u mauzoleju u Moskvi, u postupku koji asocira na mumifikaciju faraona i ikonizaciju čovjeka-boga. Kao uzrok smrti navedena je ateroskleroza i četvrta kap, no, autopsija, kao i informacije koju su prodrle u javnost nakon propasti komunizma 1991., sugeriraju i mogućnost smrti kao posljedice više godišnjega razornoga djelovanja sifilisa. Povjesničari ostaju podijeljeni: po jednima je Lenjinova smrt u 53. godini posljedica atentata, uzrokovana hitcima u glavu i susljednim moždanim udarima; po drugima rezultat luetičkoga propadanja koje su njegovi liječnici pokušali spriječiti glavnim lijekom za sifilis, salvarsanom. Odmah po Lenjinovoj smrti, Petrograd je preimenovan u Lenjingrad (ime je nosio do raspada SSSR-a, kada je vraćeno «carističko» njemačko ime Sankt-Peterburg), a njegov rodni Simbirsk u Uljanovsk.

## Utjecaj
Mjeri li se važnost povijesnih osoba dosegom, opsegom i dubinom njihova utjecaja u oblikovanju svijeta, Lenjin je, po mišljenju praktički svih povjesničara jedna od najvažnijih ličnosti 20. stoljeća, a po sudu mnogih, i najvažnija. Lenjin je bio osoba koja je formulirala i provela program pobjede ideologizirane društveno-političke opcije koja se, bez njega, svodila na praksu sindikalističkih i općecivilizacijskih reformi: prije njega, nijedan se lijevi političar radikalnog usmjerenja nije, unatoč deklarativnim iskazima, usudio išta poduzeti da bi preuzeo vlast, a kamoli provesti duboku društvenu preobrazbu na crti ostvarenja egalitarnoga društva-u ovom slučaju prema apokaliptički shvaćenomu marksizmu. Voluntarizam anarhista rezultirao je jedino ekscesima poput atentata i kratkoživućih, prostorno vrlo ograničenih komuna, dok su europski marksisti izgubili mesijanski žar i posvetili se povećanju boljitka radničke klase putem taktičkih socijalnih poteza. Jedino je Vladimir Iljič Lenjin zamislio i ostvario mehanizam za preuzimanje vlasti, snažno ideologiziranu i vojno ustrojenu partiju, te u presudnom povijesnom razdoblju društvenoga rastroja za vrijeme 1. svjetskoga rata imao hrabrosti i političkoga genija da se upusti u borbu za vlast-i pobijedi. Povijest poznaje sastavnice bliske lenjinizmu: križarske vjerske vojne redove, teokratske državice u islamu i kršćanskome srednjem vijeku, no, ovdje se radilo, u cjelini gledano, o ključnoj povijesnoj novini: sekularna lijeva ideologija pobijedila je na velikom ozemlju i nastavila pobjednički hod na području eurazije i dijelu američke hemisfere. Nema razloga za vjerovanje da bi marksizam, da se Lenjin nije pojavio na povijesnoj pozornici, postao išta više od ideologije europske socijaldemokracije nalik onoj koju je utjelovljavala II. Internacionala.
Lenjinizam je bio glavni globalni proces koji je doveo do polarizacije ideoloških sila; bez njega nisu zamislivi desni radikalizmi poput nacizma i susljedni svjetskopovijesni procesi kao 2. svjetski rat, dekolonijalizacija i nastanak novih država u Europi i svijetu. Ironijom sudbine, upravo je Lenjin, koje se smatrao za pravovjernoga marksista, cijelim svojim životom negirao tvrdnju, implicite sadržanu u marksizmu, da povijesne zakonitosti, neovisno od želja pojedinaca, nužno dovode do nastanka i nestanka društvenih formacija: preobraženi svijet kojega je ostavio iza sebe i koji se nikakvim historijskim determinizmom ne može iščitati post festum iz paralelograma sila devetnaestostoljetnih društvenih, ekonomskih i političkih odnosa- potvrđuje da je čovjek taj koji, u neodredivo velikoj mjeri, stvara povijest.

## Vanjske poveznice
- LZMK / Proleksis enciklopedija: Lenjin, Vladimir Iljič
- Lenjin (Lenin), Vladimir Iljič Hrvatska enciklopedija. LZMK

| Prethodnik: | Predsjedavajući Vijeća narodnih komesara SSSR-a | Nasljednik: |
| Nitko       | Predsjedavajući Vijeća narodnih komesara SSSR-a | Staljin     |

| Prethodnik:                           | Predsjedavajući Vijeća narodnih komesara Ruske SFSR | Nasljednik:   |
| Aleksandar Kerenski (premijer Rusije) | Predsjedavajući Vijeća narodnih komesara Ruske SFSR | Aleksej Rikov |